# Karlovaráci
Karlovaráci jsou regionální politické hnutí, aktivní především v Karlových Varech. Bylo založené v reakci na dlouholeté fungování velké koalice ODS a ČSSD v Karlových Varech. Své fungování omezuje jen na samotné město Karlovy Vary.

## Volební výsledky

### Volební výsledky v komunálních volbách 2014
Komunální volby v roce 2014 byly první, v kterých hnutí kandidovalo. Lídrem ve volbách byl MUDr. Josef März. Hnutí získalo 11,87 % hlasů, obsadilo pět mandátů a stalo se tak třetím nejsilnějším subjektem na karlovarském magistrátu. Krátce po volbách se proto stalo součástí nově vzniklé koalice ve složení Karlovarská občanská alternativa, hnutí ANO 2011 a Karlovaráci. Koaliční zastupitelé měli většinu dvaceti hlasů a hnutí získalo dva mandáty i v devítičlenné radě města. V květnu 2015 došlo k rozpadu stávající koalice a hnutí Karlovaráci se přesunulo do opozice.

### Volební výsledky v komunálních volbách 2018
V komunálních volbách v roce 2018 se hnutí Karlovaráci stalo druhou nejsilnější politickou silou v Karlových Varech. Získalo 15,63 % hlasů a obsadilo osm mandátů. Lídrem byl opět MUDr. Josef März. Krátce po volbách byla ustavena koalice ve složení ANO 2011, ODS a Karlovaráci. Za hnutí Karlovaráci usedli v radě města Hana Zemanová, Josef März a Pavel Bouška. V březnu roku 2019 pak nová koalice zveřejnila své programové priority.

### Volební výsledky v krajských volbách 2020
Hnutí Karlovaráci kandidovalo v krajských volbách 2020 v Karlovarském kraji společně s hnutím VOK - Volba pro Karlovarský kraj. Společně obě hnutí získala 6,51 % a obsadila tak tři mandáty v krajském zastupitelstvu. Všichni tři zvolení členové zastupitelstva byli sice členové hnutí Karlovaráci, ale v rámci povolebního vyjednávání se pro podporu nově vzniklé koalice rozhodl jen MUDr. Josef März. Ten také podepsal koaliční dohodu. Kvůli svému jmenování ředitelem Karlovarské krajské nemocnice rezignoval MUDr. Josef März v květnu 2021 na svůj mandát. Na jeho místo postoupil Jan Picka z hnutí VOK.